# Timonius oktediensis
Timonius oktediensis är en måreväxtart som beskrevs av Steven P. Darwin. Timonius oktediensis ingår i släktet Timonius och familjen måreväxter. Inga underarter finns listade i Catalogue of Life.